# Liste der Stolpersteine in Wittlich
Die Liste der Stolpersteine in Wittlich führt die vom Künstler Gunter Demnig verlegten Stolpersteine in der rheinland-pfälzischen Kreisstadt Wittlich auf, die an das Schicksal jener Menschen erinnern, die im Nationalsozialismus ermordet, deportiert, vertrieben oder in den Suizid getrieben wurden.
Im Januar 2009 beantragte die Fraktion Bündnis 90/Die Grünen im Wittlicher Stadtrat, Stolpersteine in der Stadt zu verlegen. Einige Monate später wurde dieser Antrag zurückgezogen, da der Fraktion zufolge keine vernünftige Debatte möglich gewesen sei. Auch weitere private Initiativen, Stolpersteine auf Eigentum der Stadt zu verlegen, blieben erfolglos. Am 22. Februar 2014 verlegte Demnig in Anwesenheit des rheinland-pfälzischen Justizministers Jochen Hartloff zwei Stolpersteine auf dem Hof der Justizvollzugsanstalt Wittlich, deren Grund dem Land Rheinland-Pfalz gehört. Initiiert wurde die Stolpersteinverlegung in Wittlich auf dem Boden des Landes Rheinland-Pfalz im Frühjahr 2014 nach jahrelangen Vorbereitungen von der Georg-Meistermann-Gesellschaft, Wittlich, nachdem es keine Möglichkeiten gab, diese auf dem Grund der Stadt Wittlich zu verlegen. Eine Gedenktafel mit biografischen Daten wurde im Januar 2018 vor dem Gefängnis enthüllt.

## Liste der Stolpersteine
| Bild | Name                | Standort                                        | Verlegedatum  | Inschrift |
| ---- | ------------------- | ----------------------------------------------- | ------------- | --- |
|      | Jean Daligault      | im Hof der JVA Wittlich (Trierer Landstraße 64) | 22. Feb. 2014 | HIER INHAFTIERT JEAN DALIGAULT JG. 1899 VERHAFTET 1941 FRANKREICH NN-HÄFTLING IM GEFÄNGNIS FRESNES HINZERT/WITTLICH STADELHEIM/DACHAU ERMORDET 5.4.1945                    |
|      | Karl Heinz Scheurer | im Hof der JVA Wittlich (Trierer Landstraße 64) | 22. Feb. 2014 | HIER INHAFTIERT KARL HEINZ SCHEURER JG. 1916 VERHAFTET 1937 GEFÄNGNIS WITTLICH EINGEWIESEN 1940 HEILANSTALT DÜREN VERLEGT 1.4.1940 HEILANSTALT WALDHEIM ERMORDET 16.4.1941 |